# Старбак (острів)

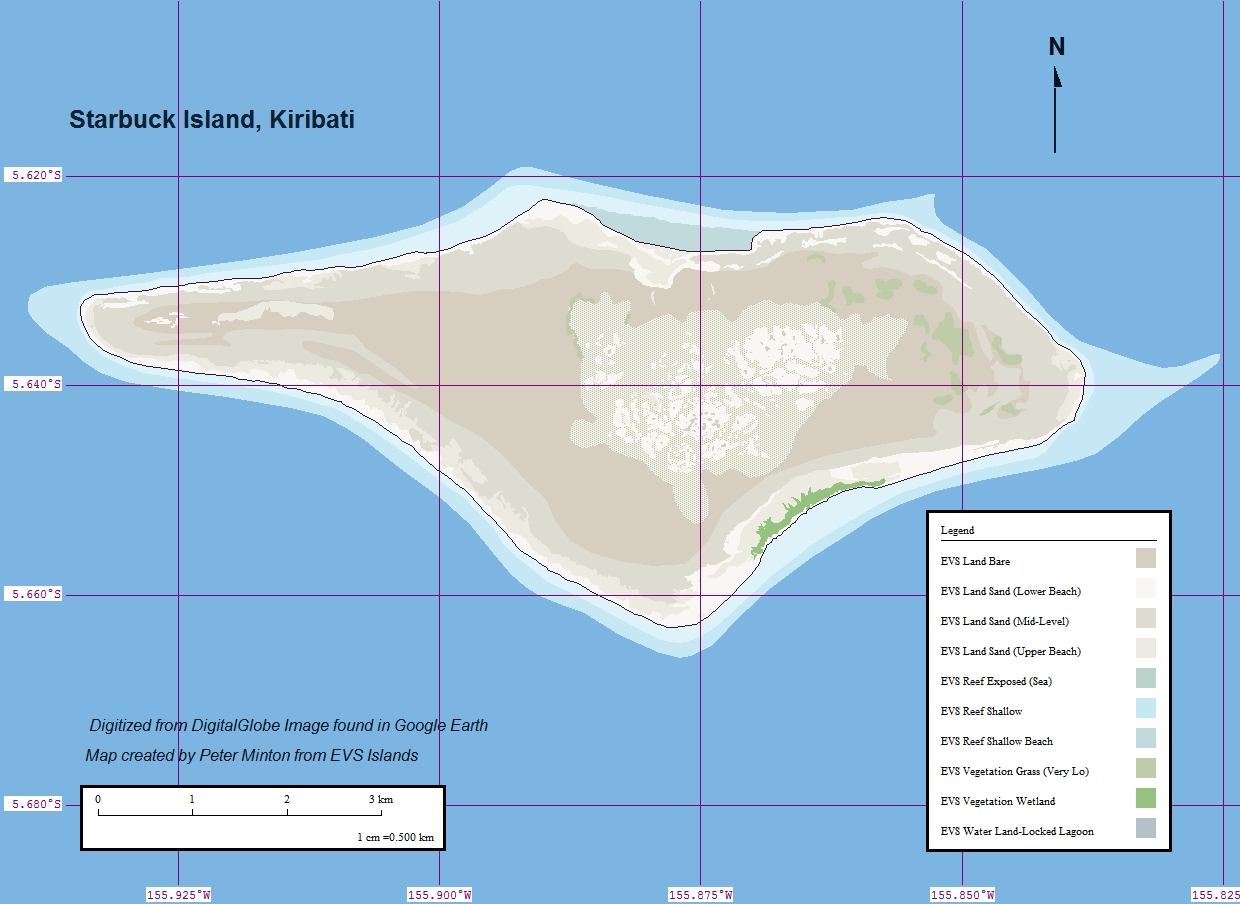
Карта острова Старбак

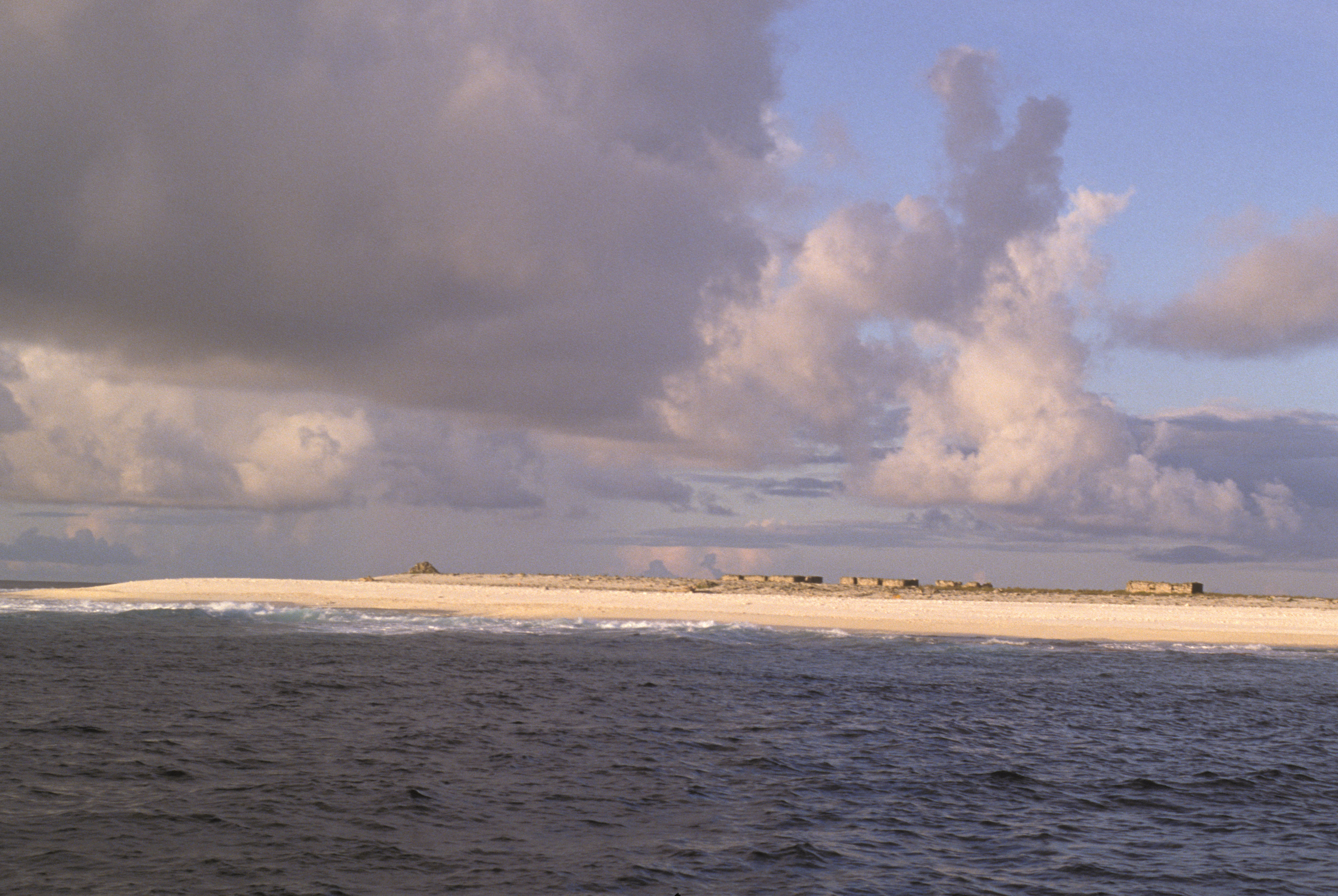
Руїни поселення гуано XIX століття на острові Старбак

Острів Старбак (англ. Starbuck Island) також відомий як Острів Волунтір (англ. Volunteer Island, досл. «Острів добровольців») — безлюдний кораловий острів у центральній частині Тихого океану, що входить до складу островів Лайн, Кірибаті. Колишні назви — Беррен (англ. Barren Island, досл. «Безплідний острів»), Корал Квін (англ. Coral Queen Islanf, досл. «Острів королеви коралів»), Гіро (англ. Hero Island, досл. «Острів героя»), Лов (англ. Low Island, досл. «Низький острів») і Старв (англ. Starve Island, досл. «Острів голоду»).

## Географія, рослинний і тваринний світ
Розташований на схід від географічного центру Тихого океану (4°58′ пд. ш. 158°45′ зх. д.), протяжністю 8,9 кілометра зі сходу на захід і 3,5 кілометра з півночі на південь, площа острова Старбак становить 1620 гектарів. Це низький, сухий, кораловий вапняковий острів з крутим пляжем, який підтримується берегом висотою 6-8 метрів (20-26 футів), складеним з великих уламків коралів. У східній частині острова утворюється кілька гіперсолоних лагун. Вони час від часу пересихають, і, як кажуть, до них небезпечно наближатися: один робітник під час видобутку гуано на острові загруз по шию в солоному багні, перш ніж його вдалося врятувати.
На острові немає прісної води, це один з найсухіших атолів у групі островів Лайн. Щорічна кількість опадів у середньому становить близько 800 мм.
На Старбаку мало рослинності; переважає низькорослий чагарник Sida fallax та низькорослі трави і злаки, а також нечисленні кущі Cordia subcordata і осокова трава. На фотографіях видно кілька пальм, що ростуть поблизу центру острова.
Острів може похвалитися великою колонією крячків строкатих, яка оцінюється в 1,5 мільйона пар, а також полінезійськими щурами, дикими котами, зеленими черепахами і близько п'ятнадцяти інших видів морських птахів. За іншими даними, популяція крячків строкатих сягає від трьох до шести мільйонів птахів.

## Історія
Джеймс Гендерсон, капітан торгового корабля «Геркулес» Ост-Індійської компанії, побачив острів у 1819 році під час плавання з Південної Америки до Калькутти, Індія. Невдовзі після його прибуття місцева газета «Калькуттський журнал» (англ. The Calcutta Journal або «Політична, комерційна та літературна газета» (англ. Political, Commercial, and Literary Gazette)) опублікувала звіт Гендерсона про три острови, які він побачив під час своєї подорожі, але не вказала точної дати, коли він побачив острів Старбак. Генрі Еванс Мод припустив, що це могло бути на початку лютого 1819 року. Наступною людиною, яка бачила його, був Обед Старбак, капітан китобійного судна «Герой» з Нантакета, 5 вересня 1823 року.
Острів знову побачив 12 грудня 1823 року двоюрідний брат Обеда, Валентайн Старбак, капітан британського китобійного судна «L'Aigle», американець за походженням. L'Aigle перевозив короля Гаваїв Камехамеху II, королеву Камамалу та їхній почт до Англії. Валентайн Старбак — перший відомий іноземець, який ступив на острів
Острів був остаточно нанесений на карту в 1825 році капітаном 7-м лордом Байроном (двоюрідним братом відомого поета). Байрон, командуючи британським військовим кораблем HMS Blonde, повертався до Лондона зі спеціальної місії в Гонолулу для репатріації останків гавайського королівського подружжя, короля Камехамехи II і королеви Камамалу, які померли від кору, під час поїздки до короля Георга IV. Лорд Байрон також побачив і наніс на карту острови Мауке і Молден, які він назвав на честь свого офіцера-геодезиста.
На острів Старбак претендували Сполучені Штати згідно з Законом про гуано 1856 року, але після 1866 року він перейшов під контроль Великої Британії, коли його захопив комодор Свінберн з корабля «Мутін». З 1870 по 1893 рік на острові видобували фосфати. До здобуття Кірибаті незалежності в 1979 році він був частиною британської колонії островів Гілберта і Елліс. Американські претензії на атол були офіційно відкликані в Таравському договорі, підписаному того ж року.
У найвищій точці острів здіймається лише на 5 метрів. Через низький рівень і небезпечні навколишні рифи, наприкінці XIX століття біля острова Старбак зазнали аварії кілька кораблів. У березні 1870 року тут розбився французький транспортний корабель «Евріаль», екіпаж якого перебував на атолі впродовж 35 днів. Цей досвід дозволив капітану «Евріале», майбутньому контрадміралу Альберу Де Порте, нарешті нанести на карту правильне географічне положення острова. Всіх членів екіпажу врешті-решт врятували й повернули до Франції.
7 серпня 1896 року норвезький корабель «Селадон» розбився об бар'єр. Екіпаж сів у рятувальні шлюпки і дрейфував 30 днів, поки не висадився на острові Ніулакіта, Тувалу. Вони жили разом з кількома тубільцями протягом 10 місяців, поки їх не врятував корабель, що проходив повз.
Острів Старбак дістав статус заповідника «Острів дикої природи Старбак». У 2014 році уряд Кірибаті встановив 12-мильну зону заборони рибальства навколо кожного з південних островів Лайн: Кароліна (зазвичай називається Міленіум), Флінт, Восток, Малден і Старбак.

## Фотогалерея

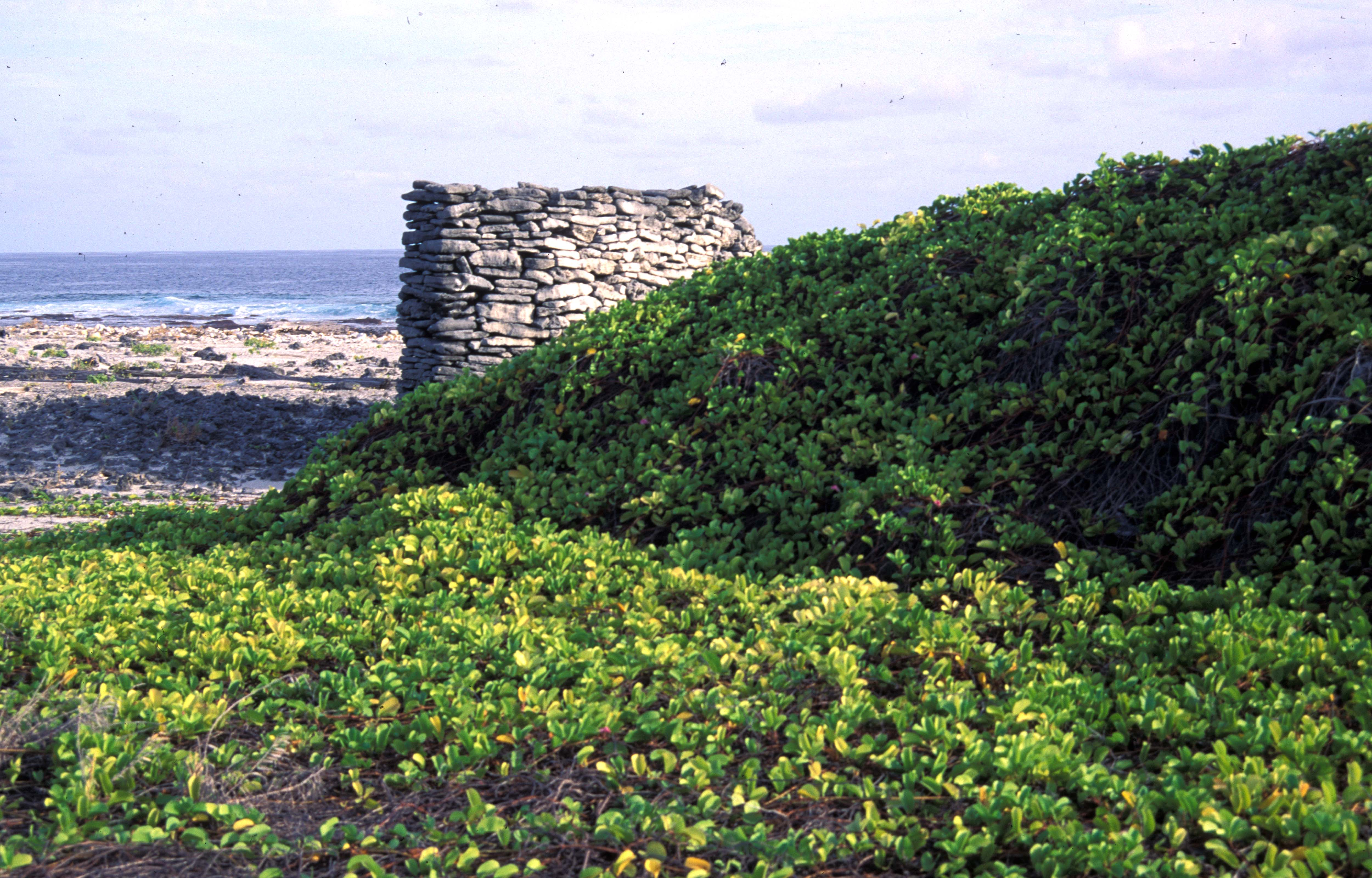
Зруйнована стіна поселення гуано XIX століття на острові Старбак
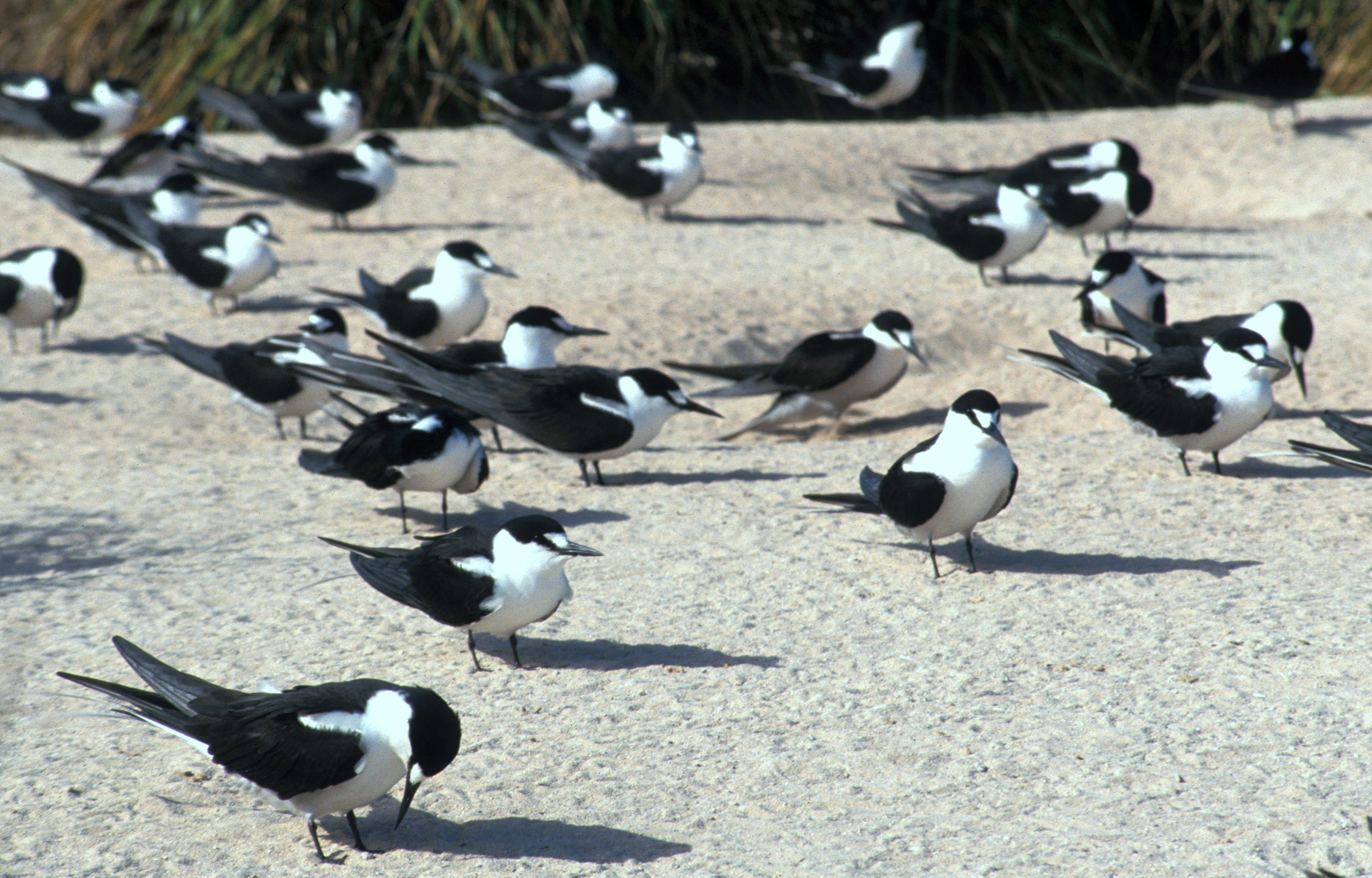
Колонія крячків строкатих на острові Старбак
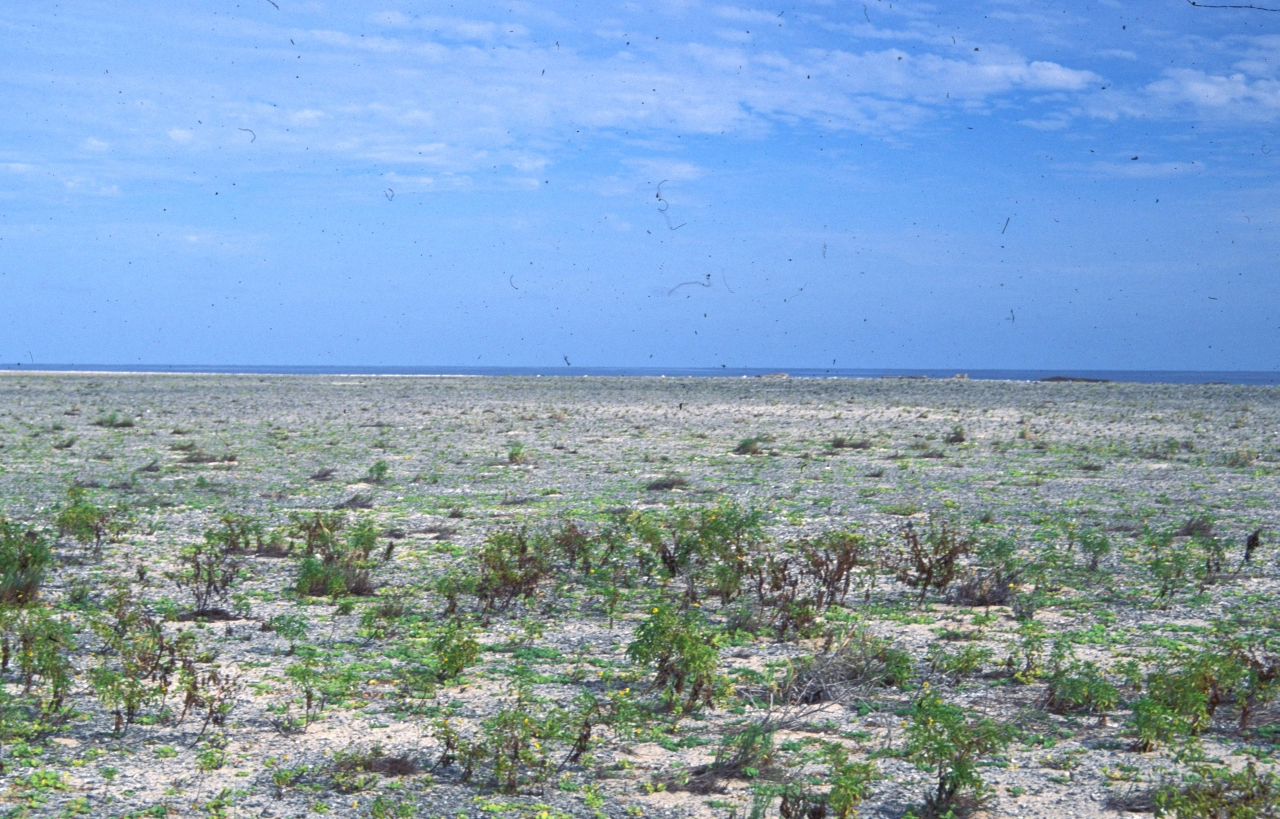
Здебільшого безплідний ландшафт внутрішньої частини острова
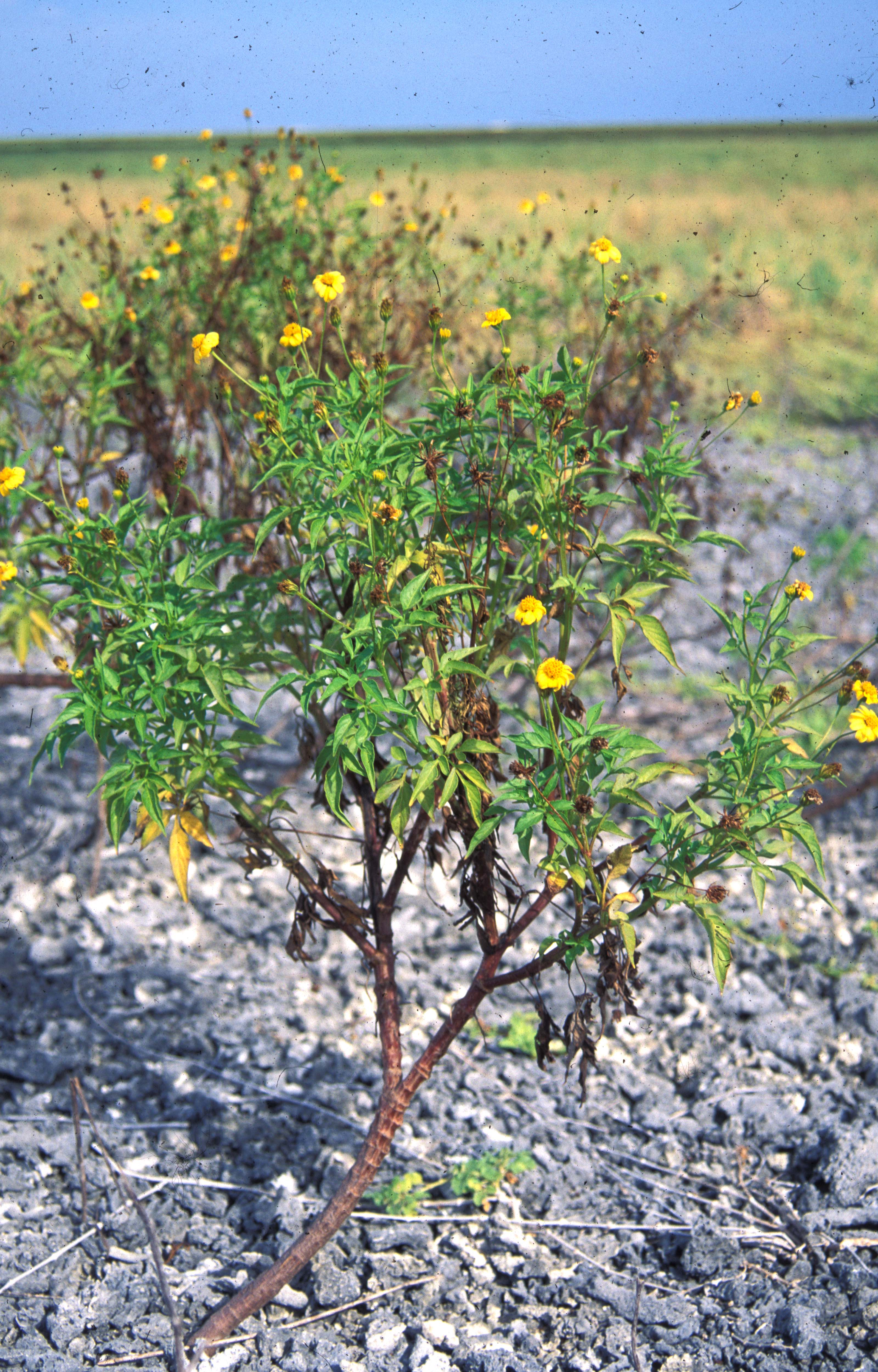
Bidens kiribatiensis